# Ərdəbilə
Ərdəbilə è un comune dell'Azerbaigian situato nel distretto di Lerik. Conta una popolazione di 190 abitanti.